# 7-烯胆甾烷醇
胆甾-7-烯-3β-醇或7-胆甾烯醇（英語：5α-Cholest-7-en-3β-ol，或 Lathosterol）是一种胆固醇合成的中间产物，从酵母甾醇合成而来，由甾醇C5去饱和酶催化为7-脱氢胆固醇。